# 青の稲妻
『青の稲妻』（あおのいなづま、原題: 任逍遥）は、ジャ・ジャンクー監督・脚本による2002年の中国・日本・韓国・フランス合作のドラマ映画である。第55回カンヌ国際映画祭のコンペティション部門にて上映された。

## あらすじ
2001年の山西省大同市。19歳のビンビン（チャオ・ウェイウェイ）は仕事を失う。彼は恋人のユェンユェン（チョウ・チンフォン）とデートを重ねていたが、ユェンユェンが北京市の大学を受験することになる。2人はヴィデオ・ルームでリッチー・レンの「任逍遥」を歌う。ビンビンは北京市へ行くために兵役検査を受けるが、肝炎を患っていることが判明し、不合格となる。ビンビンはウー（ワン・ホンウェイ）から金を借りて、ユェンユェンに携帯電話を買い与える。
ビンビンの親友であるシャオジィ（ウー・チョン）は、アルコール飲料のキャンペーン・ガールを務めるチャオチャオ（チャオ・タオ）と出会う。チャオチャオはチャオサン（リー・チュウビン）というギャングと交際しているが、シャオジィはチャオチャオに惹かれていく。チャオサンと彼の部下から暴力を受けながらも、シャオジィとチャオチャオは結ばれる。チャオサンは交通事故で命を落とすが、チャオチャオはシャオジィのもとを去る。
ビンビンとシャオジィは銀行強盗を計画する。ビンビンは偽物の爆弾を胸に巻いて銀行へ入っていくが、すぐに逮捕される。銀行の外でバイクに乗って待機していたシャオジィは、その様子を見ると、現場を立ち去っていく。ビンビンは警察署に連行されて、警察官に何か歌うよう求められる。彼は壁の前に立ち、「任逍遥」を歌うのであった。

## キャスト
- チャオ・タオ - チャオチャオ
- チャオ・ウェイウェイ - ビンビン
- ウー・チョン - シャオジィ
- リー・チュウビン - チャオサン
- チョウ・チンフォン - ユェンユェン
- ワン・ホンウェイ - ウー

## 評価
Metacriticでは、10件の批評家レヴューで平均値は61点だった。Rotten Tomatoesでは、27件の批評家レヴューで平均値は6.6点、支持率は63%だった。